# Without Evidence
Pour plus de détails, voir Fiche technique et Distribution.
Without Evidence est un film américain réalisé par Gill Dennis, sorti en 1995.

## Synopsis
L'histoire traite de l'enquête sur une possible conspiration ayant mené au meurtre de Michael Francke, responsable des services correctionnels de l'Oregon.

## Fiche technique
- Titre : Without Evidence
- Réalisation : Gill Dennis
- Scénario : Phil Stanford et Gill Dennis
- Musique : Franco Piersanti
- Photographie : Victor Nuñez
- Montage : Jay Miracle et Erik Whitmyre
- Production : Eric R. Epperson
- Pays :  États-Unis
- Genre : Thriller et drame
- Durée : 99 minutes
- Dates de sortie : 
  -  États-Unis : 1995

## Distribution
- Scott Plank : Kevin Francke
- Anna Gunn : Liz Godlove
- Andrew Prine : John Nelson
- Angelina Jolie : Jodie Swearingen
- Paul Perri : le sergent Unsoeld
- Kristen Peckinpah : Katie Francke
- Allen Nause : Dale Penn
- Chris Mastrandrea : Anthony
- Ernie Garrett : Michael Francke
- Eric Hull : David
- Ed Collier : Fisk
- Geof Prysirr : Pat Francke
- Michael Russo : Konrad Garcia
- Jason Tomlins : Frank Gable
- W. Earl Brown : Grace
- Chris Nelson Norris : Hunsaker
- Ellen Wheeler : Bingta Francke
- Wally Dalton : le gouverneur Goldschmit
- O. C. McCallum : le major Stewart

## Un film basé sur une histoire vraie
Le film est basé sur l'assassinat de Michael Francke le 17 janvier 1989.
Lors de la sortie vidéo du film en 2000, une prime d'un million de dollars a été levée pour récompenser qui aiderait à trouver et faire condamner les assassins de Michael Francke.

## Accueil
Le film a reçu la note de 2/5 sur AllMovie.